# Joseph C. Decuir
Joseph C. Decuir (Pasadena (Kalifornia), 1950) amerikai villamosmérnök, aki integrált áramkörök tervezésével foglalkozott az Atarinál, majd onnan kilépve az Amiga Corporationnél vállalt úttörő szerepet. Jelenleg az IEEE legmagasabb fokozatú (Fellow) tagja, szakmai múltja elismeréseképpen.

## Magánélete és tanulmányai
Decuir a kaliforniai Pasadenában született és jelenleg a Washington államban lévő Issaquah-ban él. 2001 óta házas, felesége Deborah L.R. "Deb" Freng akvarellfestő művész, négy gyermekük van. Fiatal korában 12 éven keresztül cserkész vezető volt. Softball edző volt, saját zenekarában dobos, szeret kajakozni és kerékpározni.
A Kaliforniai Egyetem Berkeley campusán tanult, BSc fokozatát orvosi előkészítő (pre-med) szakon végezte, majd a mesterképzést orvosbiológiai mérnöki tudományokból szerezte 1972-ben. Az elektronika és a hardvertervezés iránt, a szintén a Berkeley-n végzett villamosmérnök apja keltette fel az érdeklődését és már az iskolái alatt aktívan művelte.

## Korai mikroszámítógépek
Az iskolái elvégzése után orvosi műszerekkel foglalkozott, majd egy kollégája révén került 1975 decemberében az Atarihoz, ahol az Atari VCS-hez kapcsolódó hardver- és szoftverfejlesztéssel is foglalkozott. Ezek után 1979-től 1982-ig modemekkel és más telekommunikációs termékekkel foglalkozott.
1982-től, az Amiga Corporation alapítói között volt és számos szabadalmat jegyez, Jay Minerrel és Ron Nicholsonnal közösen. Decuir felelt az Agnus chip tervezéséért. Azok közé tartozik, akik inkább játékkonzolt építettek volna az eredeti Amiga chipsetből és nem egy "színes Machez hasonló gépet". Már 1979 óta az foglalkoztatta, hogy hogyan lehetne a számítógépeket telekommunikációs eszközökké tenni. Ez sem az Atarinál, sem az Amigánál nem sikerült neki, süket fülekre talált.

## Telekommunikáció és szabványok
Ismét telekommunikációban töltött évek következtek a Teledesign és az Everex cégeknél 1984 és 1992 között, majd ezt a tapasztalatát kamatoztatta a Microsoftnál 1992 és 2000 között, ahol a Windows 3.x-től egészen a Windows 2000 operációs rendszerek fax és modem program menedzsere volt. Ebben az időszakban kezdett el nemzetközi szabványosítással foglalkozni a tématerületét érintően.
2002-től kezdődően, egészen napjainkig vezetékes és vezeték nélküli USB eszközök tervezésével, fejlesztésével, sztenderdizálásával foglalkozik szenior mérnökként az MCCI cégnél, a mobiltelefóniában.
9 éven keresztül az IEEE Communications Society elnöke volt, jelenleg pedig az IEEE Seattle-i Szekciójának titkára. Önkénteskedik az IEEE humanitárius konferenciáin (levezető elnök-helyettesként).

## Szabványok
Az alábbi telekommunikációs szabványok fűződnek Decuir nevéhez:
- ITU-T V-series modem szabványok: V.8, V.8bis, V.32bis V.34, V.80, V.90, V.250, V.251 és V.253
- ITU-T T-series fakszimile szabványok: T.30, T.31 és T.32
- European Telecommunications Standard Institute (ETSI): ETS 300 642: AT Command Set for GSM Mobile Equipment (ME)
- Universal Serial Bus (USB) szabványok: USB 1.1 & 2.0, Interchip USB 1.0 és High Speed Interchip USB 1.0[5]
- USB Communications Device Class, Wireless Mobile Communications és Network Control Model
- European Computer Manufacturers Association (ECMA International): ECMA-368, High Rate Ultra Wideband MAC és PHY szabvány
- Wireless USB v1.1
- Bluetooth mag-specifikáció: v3.0, v4.0, v4.1 és v4.2
- Bluetooth profilok és szolgáltatások: RESTful API, Internet Protocol Support v1.0, HTTP Proxy Services v1.0

## Fordítás
- Ez a szócikk részben vagy egészben  a   Joseph C. Decuir című angol Wikipédia-szócikk fordításán alapul.  Az eredeti cikk szerkesztőit annak laptörténete sorolja fel. Ez a jelzés csupán a megfogalmazás eredetét és a szerzői jogokat jelzi, nem szolgál a cikkben szereplő információk forrásmegjelöléseként.